# Hablitzia
Genre
Espèce
Hablitzia est un genre de plantes monotypique de la famille des Amaranthaceae (sous-famille des Betoideae), qui comprend une seule espèce, Hablitzia tamnoides, originaire de la région du Caucase.
C'est une plante herbacée vivace, grimpante qui peut monter jusqu'à 3 mètres en été.
Ses feuilles sont comestibles, comme celles de l'épinard, espèce apparentée, ce qui vaut à la plante le surnom d'« épinard grimpant du caucase »,.

## Étymologie
Le nom générique Hablitzia est un hommage à Carl Ludwig Hablitz, naturaliste du XVIIIe siècle qui fut aussi vice-gouverneur de la Crimée. L'épithète spécifique, tamnoides, fait référence à l'aspect de la plante et de ses feuilles qui évoquent beaucoup celles du tamier commun, Tamus communis.